# Karl-Christian König
Pour les articles homonymes, voir König.
Karl-Christian König (né le 12 février 1983 à Buchholz in der Nordheide) est un cycliste allemand sur piste et sur route.
En 2001, Karl-Christian König remporte la médaille d'argent en poursuite par équipe aux Championnats du monde juniors de cyclisme sur piste. Au cours de la saison 2005, il devient champion d'Allemagne de poursuite par équipe pour la première fois avec Robert Bartko, Guido Fulst et Leif Lampater. Il réussit à défendre ce titre au cours des deux années suivantes. Lors de la Coupe du monde de cyclisme sur piste à Melbourne en 2008, König termine neuvième au scratch.

## Palmarès sur piste

### Championnats du monde juniors
- 2001
  -  Médaillé d'argent de la poursuite par équipes juniors (avec Christoph Meschenmoser, Henning Bommel et Robert Bengsch)

### Championnats d'Allemagne
- 2005
  -  Champion d'Allemagne de poursuite par équipes (avec Robert Bartko, Guido Fulst et Leif Lampater)

- 2006
  -  Champion d'Allemagne de poursuite par équipes (avec Robert Bartko, Guido Fulst et Robert Kriegs)

- 2007
  -  Champion d'Allemagne de poursuite par équipes (avec Robert Bartko, Robert Kriegs et Frank Schulz)